# Південнотихоокеанський максимум

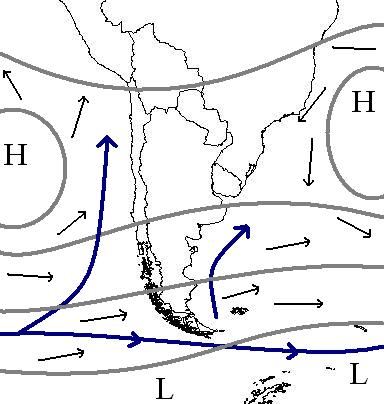
Ескіз, що показує звичайний рух повітряних мас у Тихому океані на захід від Перу та Чилі

Південнотихоокеанський максимум — напівпостійний субтропічний антициклон, розташований у південно-східній частині Тихого океану. 
Антициклон викликає постійний потік вітру, спрямований на західне узбережжя Південної Америки. Вітри мають велику потужність, що викликає помітну інверсію температури на висотах від 300 до 1500 м над рівнем моря. Повітря над цією зоною сухе, і в результаті цієї сухості і термальної інверсії кількість опадів дуже незначна. Область високого атмосферного тиску і наявність Перуанської течії на півдні Тихого океану роблять західне узбережжя Перу і північну частину Чилі надзвичайно посушливими. Пустелі Сечура і Атакама, як і весь клімат Чилі, знаходяться під значним впливом цієї напівпостійної області високого тиску..
Відгалуження антициклону, спрямовані убік екватора, утворюють східні тропічні вітри північно-східних пасатів. Ця система високого тиску відіграє важливу роль в Ель-Ніньйо, а також є основним джерелом пасатів в екваторіальній частині Тихого океану.